# Mumindalen
Mumindalen (dt. ‚Mumintal‘), auch Jul i Mumindalen (dt. ‚Weihnachten im Mumintal‘) ist ein schwedischer Fernsehadventskalender nach den Mumin-Büchern von Tove Jansson, der vom 1. bis zum 24. Dezember 1973 auf SVT 2 erstausgestrahlt wurde. Die Serie zeigt ein Jahr im Leben der Mumins bis zum Heiligabend. Während die anderen Mumins Winterschlaf halten macht sich Mumin auf den Weg in die schneebedeckte Winterlandschaft.
Die Darsteller liefen in Schaumgummianzügen umher, während bekannte schwedische Schauspieler den Figuren ihre Stimmen verliehen. Der Hintergrund und einige Nebenfiguren wurden animiert. Tove Jansson war stark beteiligt und schrieb gemeinsam mit ihrem Bruder Lars Jansson das Drehbuch. Außerdem besuchte sie viele Male das Set und ließ sich mit den Darstellern in ihren Kostümen fotografieren. Zu der Serie wurden fünf Lieder geschrieben. Tove Jansson schrieb den Text für das Lied Knyttenas julsång. Lars Jansson verfasste die Texte für Mys äppelvisa, Lilla Mys egen visa efter ett åskväder, Lilla Mys sång till vattentunnan und Har du gjort en present?.
Nachdem ihr Fernsehadventskalender im Jahr zuvor viele negative Kritiken erhalten hatte, wollte Sveriges Television etwas mehr Budget für die Produktion von Mumindalen zur Verfügung stellen. Das lohnte sich, so wurde Mumindalen überwiegend von Kritikern gelobt. Außerdem wurde die Serie in verschiedene Sprachen übersetzt und immer wieder im Fernsehen wiederholt. In Dänemark lief sie erstmals 1980, in Finnland 1983, und in Island 1993. Die komplette Serie erschien in Schweden im Oktober 2005 auf DVD. Im Gegensatz zu den Vorjahren entstand fürs Radio ein eigenständiger Adventskalender. Zur Serie erschien außerdem ein „Adventskalender der Radiohilfe für hilfsbedürftige Kinder“ aus Pappe mit Muminfiguren zum Aufkleben.

## Besetzung
| Figur                       | Originalsprecher                    | Darsteller (Kostüm)       |
| --------------------------- | ----------------------------------- | ------------------------- |
| Erzähler                    | Toivo Pawlo                         | –                         |
| Mumin (Mumintrollet)        | Börje Ahlstedt                      | Peter Radise              |
| Klein-Mü (Lilla My)         | Christina Schollin                  | Ann-Christine Waldemarson |
| Too-ticki                   | Sif Ruud                            | Mariann Nordwall          |
| Muminpapa (Pappan)          | Jan-Erik Lindqvist                  | Arne Högsander            |
| Muminmama (Mamman)          | Gerd Hagman                         | Helena Fransson           |
| Snorkfräulein (Snorkfröken) | Lottie Ejebrant                     | Ingegerd Lönnroth         |
| Schnupferich (Snusmumriken) | Håkan Serner                        | Lilian Dahlgren           |
| Herr Hemul (Hemulen)        | Lennart Gregor                      | Mihail Butnariu           |
| Der Ahne (Förfadern)        | Gunnar Ernblad                      | Urban Wahlstedt           |
| Hund Ynk                    | Manne Grünberger                    | Urban Wahlstedt           |
| Morra (Mårran)              | –                                   | Urban Wahlstedt           |
| Eichhörnchen                | Rebecca Pawlo                       | Urban Wahlstedt           |
| Knütt (Knyttet)             | Gunilla Larsson                     | Urban Wahlstedt           |
| Gafsan                      | Elisaveta von Gersdorff Oxenstierna | Urban Wahlstedt           |
| Ein Gast                    | Inga-Lill Åhström                   | Marianne Mohaupt          |
| Filifjonkan                 | Ellika Lindén                       | Arne Högsander            |
| Ninni                       | Inger Granath                       | Paula Klein               |

## Folgen
| #                                          | Titel                        | dt. Übersetzung                      | Vorlage                                                               |
| ------------------------------------------ | ---------------------------- | ------------------------------------ | --------------------------------------------------------------------- |
| 1                                          | Det ensamma mumintrollet     | Der einsame Mumintroll               | Winter im Mumintal                                                    |
| 2                                          | Det förtrollade badhuset     | Das verzauberte Badehaus             | Winter im Mumintal                                                    |
| 3                                          | Lilla My åker kana           | Klein Mü rutscht über Pisten         | Winter im Mumintal                                                    |
| 4                                          | Den stora kölden             | Die große Kälte                      | Winter im Mumintal                                                    |
| 5                                          | Isfrun kommer                | Die Eisfrau kommt                    | Winter im Mumintal                                                    |
| 6                                          | Den stora brasan             | Das große Feuer                      | Winter im Mumintal                                                    |
| 7                                          | Möte med en förfader         | Treffen mit einem Ahnen              | Winter im Mumintal                                                    |
| 8                                          | Knytt och hemuler            | Knütt und Hemul                      | Winter im Mumintal                                                    |
| 9                                          | Vad ska vi göra med hemulen? | Was sollen wir mit dem Hemul machen? | Winter im Mumintal                                                    |
| 10                                         | Snöstorm                     | Schneesturm                          | Winter im Mumintal                                                    |
| 11                                         | På väg tillsammans           | Zusammen auf dem Weg                 | Winter im Mumintal                                                    |
| 12                                         | Den första våren             | Der erste Frühling                   | Winter im Mumintal                                                    |
| 13                                         | Muminmamman                  | Muminmama                            | Winter im Mumintal                                                    |
| 14                                         | Förfäder och sonsöner        | Ahnen und Enkel                      | Winter im Mumintal Die Geschichte vom letzten Drachen auf der Welt*   |
| 15                                         | Vårvisan                     | Die Frühlingsmelodie                 | Die Frühlingsmelodie Die Geschichte vom letzten Drachen auf der Welt* |
| 16                                         | Förfadern försvinner         | Der Ahne verschwindet                | Die Geschichte vom letzten Drachen auf der Welt*                      |
| 17                                         | Sommar i mumindalen          | Sommer im Mumintal                   | Eine drollige Gesellschaft                                            |
| 18                                         | På en obebodd ö              | Auf einer unbewohnten Insel          | Eine drollige Gesellschaft                                            |
| 19                                         | Åska                         | Donner                               | Eine drollige Gesellschaft                                            |
| 20                                         | En vacker dam flyter iland   | Eine schöne Dame treibt an Land      | Eine drollige Gesellschaft                                            |
| 21                                         | Det osynliga barnet          | Das unsichtbare Kind                 | Die Geschichte vom unsichtbaren Kind                                  |
| 22                                         | Att våga bli arg             | Es wagen wütend zu sein              | Die Geschichte vom unsichtbaren Kind                                  |
| 23                                         | Det farliga kommer           | Das Gefährliche kommt                | Winter im Mumintal Der Tannenbaum                                     |
| 24                                         | Julafton                     | Heiligabend                          | Der Tannenbaum                                                        |
| * der Drache wurde durch den Ahnen ersetzt |                              |                                      |                                                                       |